# A392-es autópálya (Németország)
Az A392-es autópálya (németül: Bundesautobahn 392) egy autópálya Németországban. Hossza 4 km.